# Clayton (Wisconsin)
Clayton é uma vila localizada no estado norte-americano de Wisconsin, no Condado de Polk.

## Demografia
Segundo o censo norte-americano de 2000, a sua população era de 507 habitantes.
Em 2006, foi estimada uma população de 554, um aumento de 47 (9.3%).

## Geografia
De acordo com o United States Census Bureau tem uma área de
8,4 km², dos quais 8,1 km² cobertos por terra e 0,3 km² cobertos por água. Clayton localiza-se a aproximadamente 366 m acima do nível do mar.

## Localidades na vizinhança
O diagrama seguinte representa as localidades num raio de 20 km ao redor de Clayton.